# Ostrowce (województwo świętokrzyskie)
Ostrowce – wieś w Polsce położona w województwie świętokrzyskim, w powiecie buskim, w gminie Nowy Korczyn.

## Historia
Pierwszym znanym z imienia i nazwiska stałym mieszkańcem wsi był Jan Naszon z Ostrowiec herbu Topór, rycerz żyjący na przełomie XIV i XV w., który jak podaje Jan Długosz był zaufanym wojem króla Władysława Jagiełły i wsławił się szczególnie zdobyciem chorągwi krzyżackiej w bitwie pod Koronowem 10 października 1410 r. Dla uczczenia rycerza, 20 września 2009 r., w Ostrowcach, podczas Gminnych Dożynek odsłonięto obelisk poświęcony jego pamięci. W 1758 r. nabył dobra Ostrowce skarbnik łukowski Jakub Jastrzębski herbu Jastrzębiec. W 1827 r. wieś położona była w powiecie stopnickim województwie krakowskim. Liczyła 175 mieszkańców i 16 domów.
W latach 1975–1998 miejscowość administracyjnie należała do województwa kieleckiego.

## Zabytki
- kościół pw. św. Jana Chrzciciela
- dom nr 44
- cmentarz parafialny, wpisany do rejestru zabytków nieruchomych (nr rej.: A.54 z 27.08.1992)[8].